# Andørja
Andørja ist eine 135,27 km² große Insel auf der Ostseite des Vågsfjords. Gemeinsam mit der durch den Astafjord getrennten Insel Rolla bildet sie die Kommune Ibestad im südlichen Teil des Fylke Troms im Norden Norwegens.
Andørja ist für seine hohen Berge bekannt und ist die bergreichste Insel des Nordens: 11 Bergspitzen mit einer Höhe von über 1000 m – Langlitinden ist mit 1277 m der höchste Gipfel. Andørja ist durch einen 8 km langen Fjord, den Straumbotn, fast in zwei Teile gespalten.

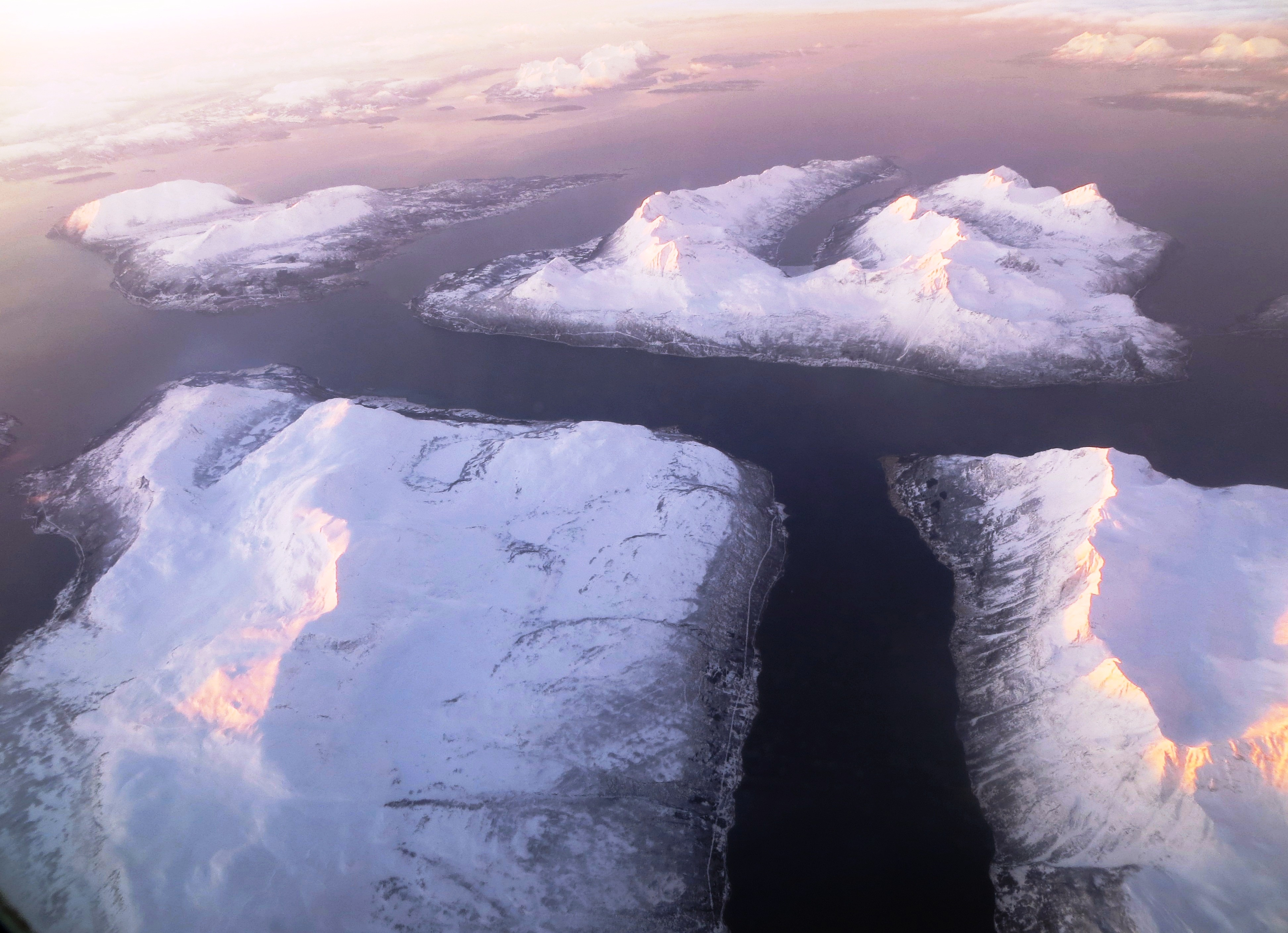
Die beiden Inseln Andørja (Bildmitte) und Rolla (links)

Die meisten Einwohner Andørjas sind bei der Gemeinde beschäftigt. Das Wirtschaftsleben besteht aus Fischerei, Landwirtschaft und Tourismus. Die Insel ist für ihr statistisch betrachtet gutes Wetter bekannt und bietet vielfältige und vor allem ganzjährige Angelmöglichkeiten.
Die beiden Inseln Rolla und Andørja sind seit Dezember 2000 durch den 3396 m langen Ibestadtunnel, einen einröhrigen Straßentunnel, miteinander verbunden. Er beginnt bei Hamnvik auf Rolla und endet bei Sørvika an der Südwestspitze von Andørja. Von der östlichen Spitze Andørjas führt die 1994 eröffnete, 840 m lange Mjøsundbrua (Mjøsundbrücke) über den Mjøsund auf das Festland.

## Die ehemalige Gemeinde Andørja
Von 1926 bis zum 31. Dezember 1963 war Andørja, anfangs mit mehr als 1400 Einwohnern, eine eigenständige Gemeinde in der Provinz Troms, entstanden durch die Abspaltung von der Gemeinde Ibestad, in die sie am 1. Januar 1964 wieder eingegliedert wurde.